# Kiss the Stars
A Kiss the Stars Pixie Lott brit énekesnő és dalszerző dala második, Young Foolish Happy című stúdióalbumáról. Az Egyesült Királyságban 2012. január 29-én jelenik majd meg az album harmadik kislemezeként. A dance-pop stílusú dal producere  Mads Hauge és Phil Thornalley volt. A kritikusok negatív véleményeket írtak a számról, sokat Katy Perry Firework című dalához tartják hasonlónak. A brit kislemezlista 81. helyén jelent meg a dal. Egy futurisztikus videóklip készült hozzá, mely 2012. január 10-én jelent meg. Többségben pozitív véleményeket kapott a kisfilm. Pixie robotok és táncosok mellett táncol, Madonna stílusához hasonló megjelenéssel. A The Jingle Bell Ball és The National Lottery című rendezvényeken adta elő a dalt az énekesnő.

## Élő előadások
2011. december 3-án a The Jingle Bell Ball koncerten adta elő a The O2 Arénában Londonban. 2011. december 31-én a The National Lottery fellépője volt.